# Viken fylke
För andra betydelser, se Viken.
Viken var ett fylke och en fylkeskommun i Norge som inrättades den 1 januari 2020 och upplöstes den 31 december 2023. Det bestod av de tidigare fylkena Østfold, Akershus och Buskerud. Dessutom införlivades Svelvik i före detta Vestfold fylke samt Jevnaker och Lunner i före detta Oppland fylke.
Viken fylke bildades trots motstånd från samtliga tre ingående fylken och den politiska majoriteten (Arbeiderpartiet, Senterpartiet, Miljøpartiet De Grønne och Sosialistisk Venstreparti) i det nya fylkesrådet, som bildades efter fylkesvalet 2019, beslutade hösten 2019 att ansöka om en avveckling av Viken fylke om det blir en rödgrön politisk majoritet vid valet till Stortinget 2021. Detta bekräftades i regeringen Gahr Støres regeringsplattform från oktober 2021, där det framgick att regeringen skulle komma att påbörja en process för att återupprätta Akershus, Buskerud och Østfold fylken baserat på ansökan från fylkestinget.
Den 14 juni 2022 beslutade Stortinget att Vikens fylke skulle delas upp och de tre fylkena Akershus, Buskerud och Østfold skulle återupprättas den 1 januari 2024.